# Futsal Awards de 2013
O AGLA Futsal Awards de 2013 é a 14ª edição da premiação máxima do futsal mundial outorgada pela Federação Internacional de Futebol (FIFA) e organizada pelo site Futsal Planet. A premiação ocorre entre 17 de janeiro de 2014 à 27 de janeiro de 2014.

## Indicações
|  | Vencedor(a) |

### Jogador de Futsal

#### Masculino
Os indicados para a categoria foram:
| Nome          | Nacionalidade | Clube                          |
| ------------- | ------------- | ------------------------------ |
| Falcão        | Brasil        | ADC Intelli                    |
| Cirilo        | Rússia        | Dínamo Moscou                  |
| Fernandinho   | Brasil        | Dínamo Moscou                  |
| Gabriel       | Itália        | Asti C5                        |
| Miguelin      | Espanha       | ElPozo Murcia                  |
| Neto          | Brasil        | Gazprom-Ugra Yugorsk           |
| Ricardinho    | Portugal      | Nagoya Oceans e Inter Movistar |
| Rodrigo       | Brasil        | Carlos Barbosa                 |
| Sergio Lozano | Espanha       | Barcelona Alusport             |
| Simi          | Brasil        | Corinthians                    |

#### Feminino
As indicadas para a categoria foram:
| Nome        | Nacionalidade | Clube                        |
| ----------- | ------------- | ---------------------------- |
| Afanasova   | Rússia        | Aurora St. Petersburg        |
| Ampi        | Espanha       | ASD Ternana Futsal           |
| Ana Azevedo | Portugal      | FC Vermoim                   |
| Belén       | Espanha       | FSF Móstoles                 |
| Ju Delgado  | Brasil        | Atlético Madrid Navalcarnero |
| Karimi      | Irão          | Eisare Persepolis            |
| Lu Minuzzo  | Brasil        | Sinnai C5 e Lazio Femminile  |
| Mélissa     | Portugal      | ARJ Mogege                   |
| Peque       | Espanha       | CD Burela FS                 |
| Vanessa     | Brasil        | Female Futsal                |

#### Goleiro
Os indicados para a categoria foram:
| Nome           | Nacionalidade | Clube                           |
| -------------- | ------------- | ------------------------------- |
| Aksentijevic   | Sérvia        | KMF Ekonomac Kragujevac         |
| Elías          | Argentina     | Pinocho                         |
| Guitta         | Brasil        | ADC Intelli                     |
| Higuita        | Brasil        | Kairat Almaty                   |
| Jesús Herrero  | Espanha       | Segovia Futsal e Inter Movistar |
| João Benedito  | Portugal      | Sporting CP                     |
| Gustavo Juruna | Rússia        | Dínamo Moscou                   |
| Paco Sedano    | Espanha       | Barcelona Alusport              |
| Rafa Pérez     | Espanha       | ElPozo Murcia                   |
| Tiago          | Brasil        | Krona Futsal                    |

#### Jogador Jovem (Sub-23)
Os indicados para a categoria foram:
| Nome      | Nacionalidade | Clube                   |
| --------- | ------------- | ----------------------- |
| Adolfo    | Espanha       | Marfil Santa Coloma     |
| Antoshkin | Rússia        | MFK Tyumen              |
| Bateria   | Brasil        | Inter Movistar          |
| Bebe      | Espanha       | ElPozo Murcia           |
| Felipe    | Brasil        | Concórdia e MFK Tyumen  |
| Ferrão    | Brasil        | MFK Tyumen              |
| Fonnegra  | Colômbia      | Talento Dorado          |
| Henmi     | Japão         | Nagoya Oceans e Benfica |
| Rodríguez | Argentina     | América del Sud         |
| Zico      | Brasil        | Atlântico               |

### Treinador

#### Seleções
Os indicados para a categoria foram:
| Nome                | Nacionalidade | Seleção         |
| ------------------- | ------------- | --------------- |
| De Luise            | Argentina     | Chile           |
| Dobovicnik          | Eslovênia     | Eslovênia       |
| Gargelli            | Itália        | Vietnã          |
| Hermans             | Países Baixos | Tailândia       |
| Jesús Candelas      | Espanha       | Irã             |
| Manoel Tobias       | Brasil        | Brasil Feminino |
| Roberto Menichelli  | Itália        | Itália          |
| Ney Pereira         | Brasil        | Brasil          |
| Sergey Skorovich    | Rússia        | Rússia          |
| Josè Venancio Lopez | Espanha       | Espanha         |

#### Clubes
Os indicados para a categoria foram:
| Nome         | Nacionalidade | Clube                     |
| ------------ | ------------- | ------------------------- |
| Cacau        | Brasil        | Kairat Almaty             |
| Marc Carmona | Espanha       | Barcelona Alusport        |
| Cidão        | Brasil        | ADC Intelli               |
| David Madrid | Espanha       | Segovia Futsal e Rába ETO |
| Duda         | Brasil        | ElPozo Murcia             |
| Meloni       | Argentina     | Boca Juniors              |
| Nuno Dias    | Portugal      | Sporting CP               |
| Pulpis       | Espanha       | Chonburi Blue Wave        |
| Pulpis       | Brasil        | Concórdia                 |
| Tino Perez   | Espanha       | Dínamo Moscou             |

### Árbitro
Os indicados para a categoria foram:
| Nome                         | Nacionalidade |
| ---------------------------- | ------------- |
| Marcelo Fabian Bais          | Argentina     |
| Marc Birkett                 | Inglaterra    |
| Nurdin Bukuev                | Quirguistão   |
| Alexandre Campos             | Brasil        |
| Balázs Farkas                | Hungria       |
| Eduardo Fernandes Coelho     | Portugal      |
| Fernando Gutierrez Lumbreras | Espanha       |
| Alessandro Malfer            | Itália        |
| Naoki Miyatani               | Japão         |
| Ivan Shabanov                | Rússia        |

### Seleção
As indicadas para a categoria foram:
| Seleção         |
| --------------- |
| Austrália       |
| Brasil          |
| Brasil Feminino |
| Brasil Sub-21   |
| Colômbia        |
| Irã             |
| Rússia          |
| Espanha         |
| Tailândia       |
| Ucrânia         |

### Clube
Os indicados para a categoria foram:
| Clube                   |
| ----------------------- |
| ADC Intelli             |
| Concórdia               |
| Barcelona Alusport      |
| Boca Juniors            |
| Atlântico               |
| Chonburi Blue Wave      |
| Dínamo Moscovo          |
| Kairat Almaty           |
| Giti Pasand Isfahan FSC |
| Sporting CP             |

## Premiações

### Vitórias por país
Vencedores pelo país que nasceram ou que estão naturalizados, e não pelo que jogam.
| Pos | País    | V |
| --- | ------- | - |
| 1   | Brasil  | 5 |
| 2   | Espanha | 3 |
| 3   | Rússia  | 1 |

### Vitórias por clube
| Pos | Clube              | V |
| --- | ------------------ | - |
| 1   | Dínamo Moscou      | 2 |
| 2   | ADC Intelli        | 1 |
| 2   | Barcelona Alusport | 1 |
| 2   | Lazio Femminile    | 1 |
| 2   | MFK Tyumen         | 1 |
| 2   | Sinnai C5          | 1 |